# Фермер търси жена
Фермер търси жена е българско риалити шоу излъчващо се по Нова ТВ. Започва да се излъчва от 29 септември и завършва на 8 декември 2011 г. Водещ на шоуто в първия сезон е актрисата Александра Сърчаджиева. Изпълнителен продуцент на шоуто е Paprika Latino.

## Сезони
| Сезон | Сезон | ТВ канал | Година | Старт             | Финал            |
| ----- | ----- | -------- | ------ | ----------------- | ---------------- |
|       | 1     | Нова ТВ  | 2011   | 29 септември 2011 | 8 декември 2011  |
|       | 2     | Нова ТВ  | 2015   | 18 септември 2015 | 11 декември 2015 |